# Faʻasaleleaga
Faʻasaleleaga – jeden z dystryktów Samoa, położony we wschodniej części wyspy Savaiʻi. W 2001 roku liczba ludności wyniosła 12 949 mieszkańców. Ośrodkiem administracyjnym jest Safotulafai.
Jedną z ważniejszych wiosek jest Sapapali, gdzie wylądował pierwszy chrześcijański misjonarz na Samoa – John Williams.